# کونلون انرژی
کونلون انرژی (به چینی: 昆侖能源有限公司) شرکت نفت و گاز هنگ کنگی است، که در زمینه سرمایه‌گذاری و تولید نفت خام، گاز طبیعی و ال‌ان‌جی، همچنین ارائه خدمات جهانگردی، فعالیت می‌کند.
شرکت کونلون انرژی در سال ۱۹۹۴ توسط شرکت ملی نفت چین راه‌اندازی شد و در حال حاضر دارای عملیات در کشورهای قزاقستان، عمان، پرو، تایلند، جمهوری آذربایجان، میانمار، چین و اندونزی می‌باشد.
دفتر مرکزی این شرکت در هنگ کنگ قرار دارد و سهام آن (SEHK: 0135) در بازار بورس اوراق بهادار هنگ کنگ معامله می‌شود.